# Emiliano Mercado del Toro
Emiliano Mercado del Toro (* 21. August 1891 in Cabo Rojo, Puerto Rico, Spanisch-Westindien; † 24. Januar 2007 in Isabela, Puerto Rico) war ein puerto-ricanischer Supercentenarian und ab dem 11. Dezember 2006 bis zu seinem Tod der älteste lebende Mensch. Hinter Jiroemon Kimura und Christian Mortensen gilt er als drittältester Mann aller Zeiten mit wissenschaftlich verifizierten Lebensdaten.

## Leben

### Frühes Leben
Emiliano Mercado del Toro, Rufname Emilio kam 1891 auf der damals noch spanischen Insel Puerto Rico als Kind von Delfín Mercado Cáceres und Gumercinda del Toro Padilla zur Welt. Er hatte einen jüngeren Bruder. Im Alter von sechs Jahren erlebte er im Juli 1898 die US-amerikanische Invasion des karibischen Eilandes im Spanisch-Amerikanischen Krieg, bei der die USA Puerto Rico in ihren Besitz brachten. An die Kämpfe erinnerte er sich auch im hohen Alter noch.
Am 7. Oktober 1918 zog die United States Army  Mercado del Toro zum Militär ein, um ihn im Ersten Weltkrieg einzusetzen. Während er noch an einem Trainingslager in Panama teilnahm, endete der Krieg jedoch am 11. November durch den Waffenstillstand von Compiègne. Einen Monat später wurde er vom Dienst entlassen. Aus Anlass des 75-jährigen Jubiläums des Kriegsendes wurde Mercado del Toro 1993 von US-Präsident Bill Clinton ausgezeichnet. Am Zweiten Weltkrieg nahm er aktiv teil. Später brach er den Rekord von Antonio Todde und wurde als ältester Kriegsveteran aller Zeiten betitelt.
Als junger Mann führte er als Tagelöhner für 50 Cent am Tag mit Zuckerrohr beladene Tiere zu Verarbeitungszentren, bis zum Alter von 81 Jahren arbeitete er als Lastwagenfahrer auf Zuckerrohrplantagen. Er war nicht verheiratet und hatte keine Kinder, aber nach eigenen Angaben in seinem Leben drei romantische Beziehungen.

### Hohes Alter
Mit 102 Jahren musste er aufgrund einer Hüftverletzung in Folge eines Sturzes in seinem Haus seinen Heimatort Cabo Rojo verlassen und zog zu seiner 84-jährigen Nichte Tomasita Ruiz in die Küstenstadt Isabela. Seine Neffen und Nichten und deren Familien sorgten in seinen späteren Lebensjahren für das Wohlbefinden des Altersrekordlers, den sie „Tio Millo“, Onkel Millo, nannten. Seit 2002 war er blind und saß im Rollstuhl.
Seine Geburtstage waren seit den 1990ern große Feste, an denen über hundert Leute teilnahmen. Seine letzten beiden Geburtstage waren große Medienevents, zu denen die ganze Gemeinde kam. Neben bürgerlichen Führungspersönlichkeiten und Veteranen, die Mercado del Toro zu seinem weiterhin regen Geist gratulierten, kam auch die puerto-ricanische Entertainerin und Ikone Iris Chacón zu seinem 114. Geburtstag. Obwohl der Supercentenarian kaum sehen und hören konnte, sagte er in einem Interview mit Chacón, dass er ein großer Anhänger von ihr und besonders ihrem Hintern sei. Berichterstattung dazu sorgte für Schlagzeilen in Puerto Rico. Auch zum 115. Geburtstag kam Chacón. In einem seiner vielen Interviews behauptete er, an seinem 82. Geburtstag im Bordell gewesen zu sein, am gleichen Tag, an dem die Besitzerin Isabel Luberza Oppenheimer („Isabel la Negra“) erschossen wurde. Auf die Frage, was er in dem Bordell gemacht habe, antwortete Mercado „gebetet, oder zumindest damit angefangen, als die Kugeln flogen“. Er sagte auch, er habe nie erwartet, es so lange auszuhalten.
Am 24. Januar 2007 starb Mercado del Toro im Alter von 115 Jahren und 156 Tagen in seinem Haus, nachdem er zuvor über Atemprobleme geklagt hatte; außerdem hatte er Fieber. Laut seiner Familie sei er lebensmüde gewesen. Er wurde auf dem Cementerio Municipal San Martín de Porres in Cabo Rojo begraben. Auf einer öffentlichen Zeremonie sprachen Bürgermeister, Politiker, Veteranen und auch Chacón. In Isabela sollte ihm zu Ehren ein Altenheim benannt werden.
Er selbst führte sein hohes Alter darauf zurück, dass er in seiner Jugend viel getanzt und sich zudem täglich gesund von dem landestypischen Gericht Funche, einem Kabeljau mit Maismehl, ernährt habe. Alkohol trank er nach eigenen Angaben nie. Im Alter von 90 Jahren gab er nach 76 Jahren das Rauchen auf. Außerdem glaubte er, sein ausgeprägter Humor habe zu seiner guten Gesundheit beigetragen.

## Altersrekorde
Erst 2001, als ein Bericht über einen 110-jährigen Veteranen auf einer Parade in Puerto Rico erschien, wurden Gerontologen auf Mercado del Toro aufmerksam. Erst nach dem Tod von Fred Hale Sr. im November 2004 wurden jedoch die Dokumente eingereicht, und der Puerto Ricaner wurde gemäß den Angaben aus Geburtsurkunde, Tauchzertifikat, Zensusdaten von 1910 und Veteranenkarte als neuer ältester Mann gekürt. Im Januar 2005 wurde er von Guinness World Records aufgenommen.
Am 12. Juni 2004 stieg Emiliano Mercado del Toro in die Liste der zehn ältesten Männer aller Zeiten ein, nach dem Tod Fred Harold Hales am 19. November 2004 war er der älteste lebende Mann. Als er am 10. August 2005 dessen Alter übertraf, wurde er zum ältesten jemals in Amerika geborenen Mann. Elf Tage später wurde er als vierter Mann erwiesenermaßen 114 Jahre alt. Ein halbes Jahr darauf erreichte das Alter Yukichi Chuganjis und wurde hinter dem Dänen Christian Mortensen zum zweitältesten Mann aller Zeiten. Am 20. Mai 2006 erreichte er das Alter der ebenfalls aus Puerto Rico stammenden Ramona Trinidad Iglesias-Jordan, die zwei Jahre zuvor als älteste lebende Person gestorben war, und wurde zum ältesten aus der Karibik stammenden Menschen.
Nach Elizabeth Boldens Tod am 11. Dezember 2006 wurde Mercado del Toro zum ältesten lebenden Menschen gekürt. Damit war erst zum zweiten Mal seit sich die älteste lebende Person einigermaßen verlässlich ermitteln lässt (1968), nach Yukichi Chuganji 2002–03, ein Mann der älteste lebende Mensch (seitdem erreichte dies nur Jiroemon Kimura). Nach Mercado del Toros Tod wurden die US-Amerikanerin Emma Tillman zum ältesten lebenden Menschen und der Japaner Tomoji Tanabe zum ältesten lebenden Mann gekürt. Mercado del Toro stand zu diesem Zeitpunkt auf Rang 10 der ältesten Menschen aller Zeiten, den er drei Tage zuvor erreicht hatte. Im Oktober 2024 stand er auf Platz 48. Er bleibt jedoch weiterhin die älteste Person aus Puerto Rico sowie einer von nur drei Männern, die erwiesenermaßen ihren 115. Geburtstag erlebten.